# Врани кон
Вра̀ни кон е село в Североизточна България. То се намира в община Омуртаг, област Търговище.

## География
Врани кон (Kara Atlar) е село в Герлово. То е полубалканско село, разположено в югоизточната част на котловина Герлово. Почти се допира до Старапланинския риф, на 15 км от Върбишкия проход, между Котленския и Преславския проход. Протежението на Камчийска река е използвана като стратегически път към Котленския, Преславския, Върбишкия и Търговищкия проход.

## История
За възникването на селото и ранното му развитие не са останали никакви документи, та най-амбициозният изследовател е принуден да разчита на преданията, разказани от по-старите жители. Вероятно cелото е основано около 1530 година, като през османския период носи названието Кара атлар (на турски: черни  коне). За името на селото има няколко предания. Според едно от тях някога в селото отвреме-навреме се отбивал занатчия и предлагал на селяните изработените от него стоки. Въпросният занаятчия идвал с черен кон и така и му викали хората – врани кон. Впоследствие селяните предложили на занатчията добри условия, затова майсторът се преселил с цялото си семейство. Друго предание твърди, че селото се славело с хубави, буйни коне, които се продавали далече извън Герловото, чак в други страни.
Общината на селото е учредена десет-дванадесет години след Освобождението. Дотогава във Врани кон, а и в околните села хората живеели неорганизирано, не са записани нито ражданията, нито умиранията им. На 11 септември 1934 г. се преименува село Кара атлар на Врани кон. През 1936 г. Васил Маринов пише, че махалите на селото продължават да носят традиционните, турски имена - Перзуан махле, Орта махле, Кору махле, Ходжа махле, Поллю махле, Табаклар махле, Салеолу махле.
Най-старата махала на Врани кон е Учителската /Hoca/ махала. Според преданията там се заселил човек, който събирал деца и възрастни да ги учи. В тази махала също така се появил старец, сиромах-странник, който обикалял с магаренцето си по къщите да проси хляб. Но никой не му давал, той се разболял от глад и проклел махалата – никога да не става по-голяма от пет къщи. Така се и случило – тя наистина никога не е брояла повече от 5-6 къщи. Дори са останали само две семейства. През 2009 година не живее никой.
Другата махала е била сегашното село Звездица, което като махала е носело името на някой си Сали, син на Делисюлейман. Той бил приближен на Върбишкия султан Гирай и вършил безброй грабежи и жестокости над кротките жители в района. Сега, през 2009 година, тя е отделена от с. Врани кон и е самостоятелно село с име Звездица.
Името на Долната махала, Перзуван, смята се, че това име тя носи още от основаването си. Според преданията първите преселници на тази манала са дошли от Южна България или от Беломорието и са живеели в родовообщинен строй. Търсейки по-удобни земи за живеене, отседнали на голямата поляна на Врани кон. Предводителят на рода бил Перзуван.
Няма сведение за Средната махала да е носило друго име. Впоследствие името си получила според разположението си. Имената на махалите са били потвърдени след Освобождението в издаванете документи за раждания и смърт.
Кору махала е разположена на юг от Средната (Orta) махала. Името се обяснява лесно. Местността е била покрита с големи дъбови дървета и габорови дървета, удобни за отглеждане на животни. Дори сега останките напомнят затова.
Кожухарската махала носи това име, защото се предполага, че жителите ѝ са обработвали кожи.
За Розината махала, също има легенда. Дошли сватбари от Звездица да вземат мома от тази махала и попитали коя е годеницата на тяхното момче. Отговорили им – онази, дето има роза на забрадката. Така името на махалата станала Розина.
Селото помни и своите закрилници от тиранина. Сред тях са Драгой войвода, Петко войвода, Дели Танас
Днес непроучени са руините от църквата между Врани кон, Могилец и Ябланово, строена между XI-XII век, както и десетина тракийски могили.

## Личности
- Ибрахим Камбероглу - поет
- Ефраим Камберов – спортист
- Хюсни Хюсниев-спортист

## Религии
Населението на Врани кон в по-голямата си част изповядва мюсюлманската вяра. 

## Културни и природни забележителности
Има читалище